# Cocina de Frankfurt

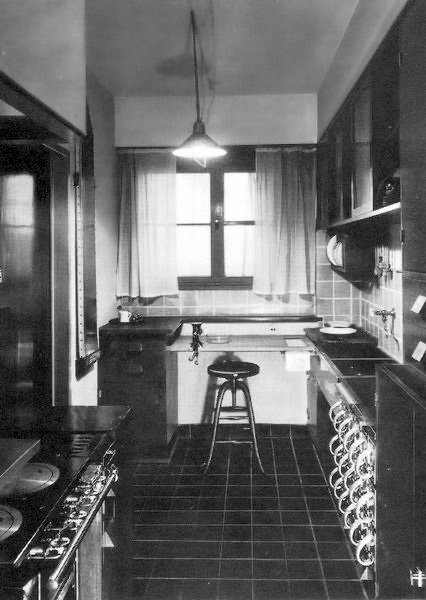
The cocina de Frankfurt (vista desde la entrada).

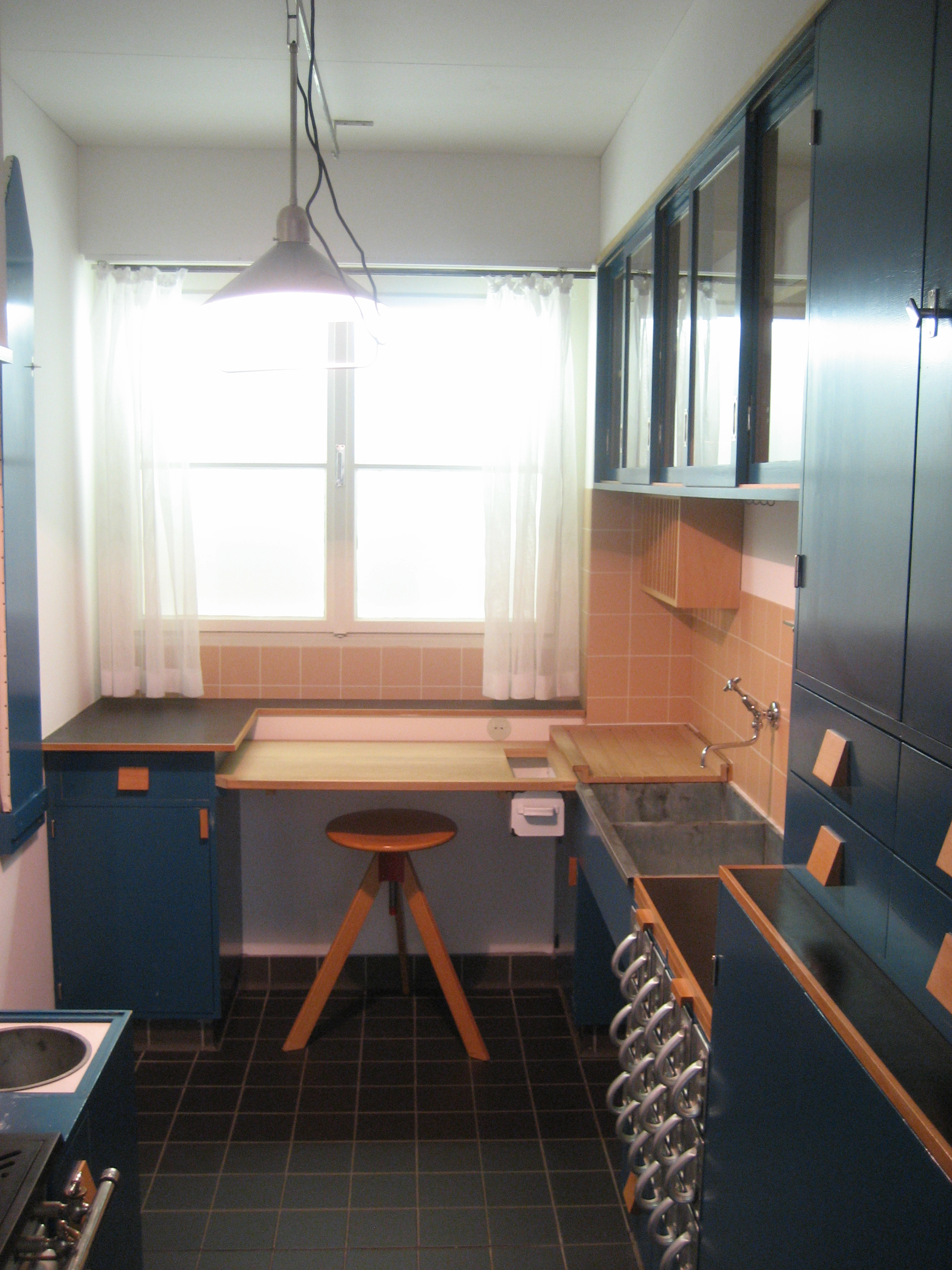
Reconstrucción mostrada en la MAK de Vienna.

La cocina de Frankfurt fue una innovación para la arquitectura doméstica y es considerada la precursora de las cocinas a la medida modernas, ya que fue la primera en pensarse como parte de un proyecto de vivienda, diseñada para permitir el trabajo eficiente y para ser construida a bajo costo. Fue diseñada en 1926 por la arquitecta austriaca Margarete Schütte-Lihotzky para el complejo de vivienda social Römerstadt en Fráncfort del Meno (Alemania), del arquitecto Ernst May. Unas 10 000 unidades fueron construidas a finales de la década de 1920 en Fráncfort.

## Motivación e influencias
Las ciudades alemanas después del final de la Primera Guerra Mundial sufrían una seria escasez de viviendas. Varios complejos de viviendas sociales fueron realizados en los años 20 para aumentar el número de apartamentos de alquiler. Estos proyectos en gran escala ofrecían apartamentos accesibles para la gran cantidad de familias de la clase obrera, por lo que estaban pensados para personas con limitaciones por presupuestos ajustados. Por consiguiente, los apartamentos diseñados fueron cómodos pero no espaciosos, y los arquitectos intentaron reducir costos aplicando un mismo diseño para una gran cantidad de apartamentos.
El diseño de Margarete Schütte-Lihotzky de la cocina para el Römerstadt solucionó el problema de cómo construir muchas cocinas, sin que ocuparan demasiado del espacio total del apartamento. Su diseño se inspiró en el diseño de «cocina con sala de estar» que era común en ese entonces. El hogar del trabajador típico consistía en un apartamento de dos ambientes: la cocina tenía muchas funciones a la vez, ya que además de cocinar, uno cenaba, vivía, se bañaba, e incluso dormía allí, mientras que el segundo cuarto, pensado como sala, a menudo era reservado para ocasiones especiales tales como los poco comunes Sunday roast. En cambio, la cocina de Schütte-Lihotzky era un pequeño cuarto separado conectado con la sala de estar por una puerta deslizable; así se separan las funciones del trabajo (cocinar, etc.) de las de la vida y la relajación, lo que está acorde con su opinión sobre la vida:
- Besteht es en Arbeit, zweitens en Ausruhen, Gesellschaft, Genuß de Erstens del und.

- “En primer lugar (en la vida), está el trabajo; y en segundo lugar está lo demás: relajación, compañía y los placeres.”

Margarete Schütte-Lihotzky, en "Schlesisches Heim" 8/1921
El diseño de Schütte-Lihotzky fue influenciado fuertemente por las ideas del taylorismo, que estaban en boga al principio del siglo XX. Comenzada por Catharine Beecher a mediados del siglo XIX y reforzada por las publicaciones de Christine Frederick en los años 1910, la tendencia cada vez mayor de ver el trabajo en el hogar como una profesión verdadera tuvo la consecuencia lógica de que la optimización industrial iniciada por el Taylorismo se aplicó al área doméstica. "The New Housekeeping" de Frederick, que estaba a favor de racionalizar el trabajo en la cocina, había sido traducida al alemán con el título "Die rationelle Haushaltsführung" en 1922. Estas ideas fueron bien recibidas en Alemania y Austria y formaron la base del trabajo del arquitecto alemán Erna Meyer y fueron también instrumentales en el diseño de la cocina Frankfurt de Schütte-Lihotzky. Ella hizo detallados estudios para determinar cuánto tiempo tomaba cada fase de los procesos que se realizaban en la cocina, rediseñó y optimizó los flujos de trabajo, y con esto planeó el diseño de la cocina. La mejora de la ergonomía de la cocina y la racionalización del trabajo de la cocina eran importantes para ella:
- Das Problem, die Arbeit der Hausfrau rationeller zu gestalten, ist fast für alle Schichten der Bevölkerung von gleicher Wichtigkeit. Sowohl die Frauen des Mittelstandes, die vielfach ohne irgendwelche Hilfe im Haus wirtschaften, als auch Frauen des Arbeiterstandes, die häufig noch anderer Berufsarbeit nachgehen müssen, sind so überlastet, daß ihre Überarbeitung auf die Dauer nicht ohne Folgen für die gesamte Volksgesundheit bleiben kann.

- “El problema de racionalizar el trabajo del ama de casa es igualmente importante para todas las clases de la sociedad. Las mujeres de la clase media, que trabajan a menudo sin ninguna ayuda (es decir, sin servidumbre) en sus hogares, y también las mujeres de clase trabajadora clasifican, que tienen que trabajar a menudo en otros trabajos, sobre exponiéndose al punto que su tensión está al límite, pudiendo tener consecuencias serias para la salud pública a la larga.”

Margarete Schütte-Lihotzky en el neue Frankfurt, 5/1926-1927 del Das
Esta optimización de la cocina y el trabajo doméstico corresponde a las exigencias del Taylorismo de aquel entonces. Por una parte, la tendencia de racionalizar el hogar fue reforzada por la intención de reducir al mínimo el tiempo invertido en las tareas del hogar, considerado “improductivo”, de modo que las mujeres tuvieran más tiempo para el trabajo de la fábrica. Por otra parte, se vio como un esfuerzo emancipador de la mujer, que facilitaba su trabajo en el hogar, permitiéndole una mayor libertad y tiempo para ocuparse en tareas de su propio interés. 
Schütte-Lihotzky fue inspirada fuertemente por las cocinas ferroviarias extremadamente pequeñas del vagón restaurante de los trenes, donde dos personas podrían preparar y servir las comidas para cerca de 100 huéspedes, además de lavar y almacenar los platos.

## El plano de la cocina

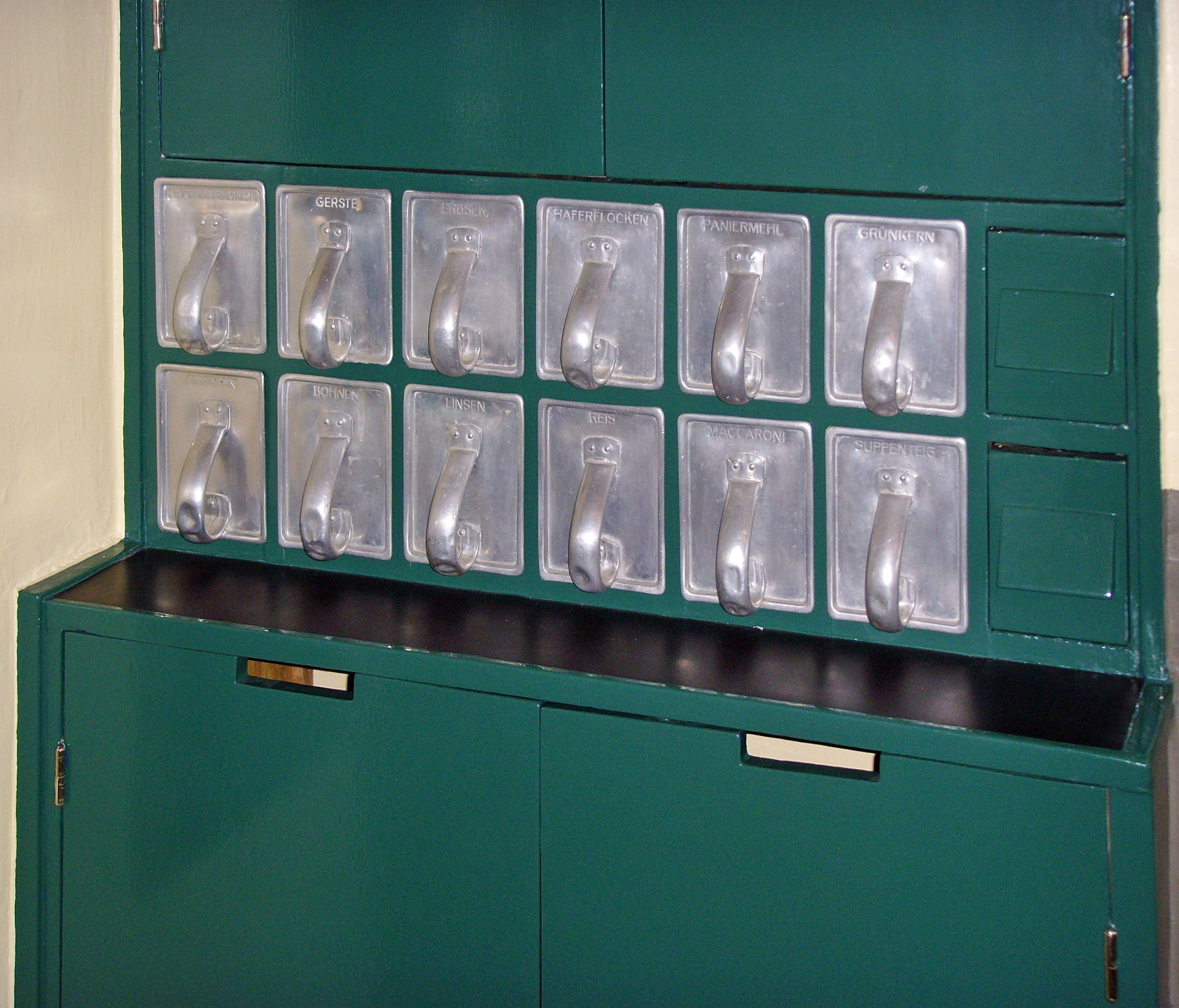
Compartimentos etiquetados de una cocina Frankfurt

La cocina Frankfurt era una cocina estrecha (1.9 m x 3.4 m) organizada en dos "líneas". Tenía una entrada en una de las paredes cortas, enfrente de la cual estaba la ventana. En el costado izquierdo (visto desde la entrada) se encontraba la estufa, al lado de la cual había una puerta deslizante que conectaba la cocina con la sala y el comedor. A la derecha había gabinetes y un fregadero; delante de la ventana había un espacio para trabajar. No había refrigerador, pero había una table de plancha plegable que se doblaba contra la pared izquierda.
La disposición estrecha de la cocina no era debida solamente a los apremios del espacio mencionados anteriormente: era también una decisión de diseño consciente que cumplía con la idea taylorista de reducir al mínimo el número de pasos necesarios cuando se trabajaba en la cocina. La puerta deslizante también ayudaba a reducir al mínimo la distancia entre la cocina y la mesa en el cuarto de al lado.
Había compartimientos etiquetados específicamente para los ingredientes más comunes tales como harina, azúcar, arroz y otros para mantener la cocina aseada y bien organizada; el espacio donde se cocinaba tenía un cajón para la basura integrado y removible para poder arrojar los desechos fácilmente en él mientras se continuaba trabajando y vaciarlo totalmente al terminar.
La cocina Frankfurt venía completamente equipada con los muebles más importantes tales como la estufa, una novedad para aquel momento en Alemania. Era la primera cocina amoblada. La puerta de madera y los cajones se pintaron de azul porque los investigadores habían encontrado que las moscas evitaban las superficies azules. Lihotzky utilizó madera de roble para los envases de harina, porque repelía a los llamados "gusanos de harina" (Tenebrio molitor), y madera de haya para las mesas porque la haya es resistente a manchas, ácidos y cortadas. La silla era un taburete rotatorio con ruedas para obtener la mayor flexibilidad.

## Aceptación del usuario
La cocina Frankfurt de Schütte-Lihotzky fue instalada en unas 10 000 unidades en Frankfurt gozando de un gran éxito comercial. El costo de una cocina individual, totalmente equipada, no era muy elevado (unos pocos cientos de Reichsmark).
Sin embargo, a menudo los usuarios tenían dificultades con ella. No acostumbrados a los flujos de trabajo creados por Schütte-Lihotzky para los cuales la cocina fue creada, a menudo no sabían cómo utilizar la cocina. Con frecuencia fue descrita como poco flexible y los compartimientos diseñados para el almacenamiento eran a menudo fueron usados con otras funciones. Otro problema con estos compartimientos es que eran fácilmente accesibles para los niños pequeños. Schütte-Lihotzky había diseñado la cocina para ser utilizada por una sola persona adulta; ni siquiera había pensando que entraran niños o un segundo adulto. De hecho, la cocina era demasiado pequeña para que dos personas trabajaran juntas. Incluso las puertas abiertas de los gabinetes obstaculizaban el trabajo de una persona.
La mayoría de las críticas contemporáneas se concentraron en tales aspectos técnicos. Sin embargo, la cocina Frankfurt se convirtió en el modelo de la cocina moderna. Por todo el resto del siglo XX, la cocina pequeña fue un estándar en los edificios de vivienda europea.
Los aspectos sociológicos de la “cocina de trabajo” fueron criticados mucho más adelante, en los años 70 y 80, cuando las críticas feministas afirmaron que las intenciones emancipadoras que motivaron el desarrollo de la "cocina de trabajo" fracasaron: exactamente por la racionalización especializada y el tamaño pequeño de estas cocinas que permitían que solamente una persona pudiera trabajar cómodamente, las amas de casa fueron aisladas de la vida del resto de la casa. Lo que había comenzado como un esfuerzo emancipador (aunque todos los autores tales como Beecher, Frederick, o Meyer habían asumido siempre implícito que la cocina era el dominio de la mujer), al profesionalizar y revaluar el trabajo en el hogar ahora se veía el confinamiento de la mujer en la cocina.

## Variantes y otros progresos
Schütte-Lihotzky realmente diseñó tres variaciones de la cocina Frankfurt. El "tipo 1", el que está descrito aquí, era el más común y el menos costoso. También diseñó el “tipo 2” y el “tipo 3”, que eran cocinas basadas en el mismo concepto, pero eran más grandes, con mesas, y tenían el espacio suficiente para que una o incluso dos personas adicionales ayudaran en la cocina. Estos dos tipos, sin embargo, no tuvieron el impacto que tuvo el modelo “tipo 1”.
Erna Meyer respondió a las críticas de la cocina Frankfurt con su modelo Stuttgart kitchen presentado en 1927: era levemente más grande y tenía muebles sueltos para que se adaptaran a las necesidades de los usuarios futuros y a las distintas formas del espacio.

## Preservación de cocinas Frankfurt
La mayoría de las cocinas Frankfurt fueron botadas en 1960 y 1970 cuando las cocinas modernas con superficies más fáciles de limpiar fueron accesibles; muchas veces sólo sobrevivieron los cajones de aluminio. También fueron vendidas por separado durante unos años por Haarer, la compañía que las producía. 
Cuando el interés por el trabajo de Margarete Schütte-Lihotzky aumentó en los años 1990, la mayoría de las cocinas ya no existían: algunas personas habían construido réplicas y había muy pocas originales. La casa Im Burgfeld 136, Frankfurt se convirtió en un museo porque tenía una cocina Frankfurt original.
En el 2005 el Museo de Victoria y Alberto compraron una cocina Frankfurt para su exposición "Modernism: Designing a New World" que viajaría a Londres, Estados Unidos y Alemania. La cocina fue desmantelada de su lugar original, fue restaurada y pintada. 

#### Las cocinas Frankfurt en museos
Las cocinas Frankfurt pueden encontrarse en algunas colecciones públicas:
- Museo Histórico, Frankfurt.
- Deutscher Werkbund, Berlín.
- Germanisches Nationalmuseum, Núremberg.
- Colección de diseño de la Universität Wuppertal, Wuppertal.
- Badisches Landesmuseum Karlsruhe, Karlsruhe.
- Museum für angewandte Kunst Wien, Viena.
- Minneapolis Institute of Arts, Minneapolis.
- Museum of Modern Art, Nueva York
- Victoria and Albert Museum, Londres.